# Andreas Brehme
Andreas »Andi« Brehme (nemška izgovarjava: [anˈdʁeːas ˈʔandiː ˈbʁeːmə]), nemški nogometaš in trener, * 9. november 1960, Hamburg, Zahodna Nemčija, † 20. februar 2024, München, Nemčija.
Brehme je bil nemški profesionalni nogometaš, ki je najpogosteje igral na položaju branilca, toda bil kljub temu dober strelec, po koncu kariere je bil krajši čas tudi trener. Večji del kariere je igral v nemški Bundesligi, ki jo je osvojil po enkrat s kluboma 1. FC Kaiserslautern in Bayern München, ob tem je igral še za italijanski Inter Milan ter špansko Zaragozo. Z Interjem je po enkrat osvojil italijansko Serie A in Pokal EUFA. 
Na mednarodnem nivoju je najbolj znan kot strelec odločilnega gola za zmago nemške reprezentance proti argentinski v 85. minuti finala Svetovnega prvenstva leta 1990, ob tem je z reprezentanco osvojil še naslov svetovnega podprvaka leta 1986 in evropskega podprvaka leta 1992. Umrl je 20. februarja 2024 star 63 let.